# バーティ・エアテル
バーティ・エアテル （英語: Bharti Airtel，ヒンディー語: भारती एयरटेल） は、インドの電気通信事業者。
インド国内で「Airtel」ブランドのGSM携帯電話通信事業を展開する。
ボンベイ証券取引所とインド国立証券取引所に上場している。

## 概要
2006年1月に「バーティ・テレベンチャーズ」から「バーティ・エアテル」に社名変更している。移動通信、ブロードバンド電話回線、ビジネスサポートの3つを主体事業としている。このため、移動通信回線、固定電話、長距離通信、インターネット回線などのサービスを展開し、移動通信についてはインド国内の全23通信網を網羅し、携帯電話利用者数は国内1位である。2005年時点においてGSM利用者は約1,300万人、ブロードバンド電話回線の利用者は130万人におよぶ。
2011年にはインドで初の開催となったF1インドグランプリの冠スポンサーとなった。
2020年には、事業全体で4億4000万人の顧客を抱える。